# Cantó de Reims-10
El cantó de Reims-10 és un cantó francès del departament del Marne, situat al districte de Reims. Compta amb part del municipi de Reims.

## Municipis
- Reims (part)

## Història
| Data d'elecció                           | Identitat          | Partit | Qualitat |
| ---------------------------------------- | ------------------ | ------ | -------- |
| 1985-2008                                | Jean-Claude Thomas | RPR    |          |
| 2008-                                    | Stéphane Rummel    | PS     |          |
| les dades anteriors no són pas conegudes |                    |        |          |
|                                          |                    |        |          |